# Санаторія Глуховського
Санато́рія Глухо́вського (рос. Санатория Глуховского, башк. Глуховской санаторийы) — село у складі Белебеївського району Башкортостану, Росія. Входить до складу Максим-Горьківської сільської ради.
Населення — 657 осіб (2010; 634 в 2002).
Національний склад:
- росіяни — 61 %